# Джьяссетти, Эмилио
Эми́лио Джьяссе́тти (до 1929 — Яксе́тич) (итал. Emilio Giassetti (Jaksetticj), 11 февраля 1906, Триест, Австро-Венгрия — ?) — итальянский баскетболист. Участник летних Олимпийских игр 1936 года, серебряный призёр чемпионата Европы 1937 года.

## Биография
Эмилио Яксетич родился 11 февраля 1906 года в городе Триест в Австро-Венгрии (сейчас в Италии). По национальности был далматинцем, и в 1929 году в соответствии с правилами сменил фамилию на итальянскую — Джьяссетти.
Играл в баскетбол за «Джиннастика Триестина» и «Борлетти» из Милана. В их составе пять раз выигрывал чемпионат Италии: в 1930, 1932, 1934 годах с командой Триеста, в 1936—1937 годах — с миланцами.
11 мая 1930 года дебютировал в сборной Италии, сыграв со сборной Швейцарии (36:13).
В 1935 году участвовал в чемпионате Европы в Женеве, где итальянцы заняли 7-е место.
В 1936 году вошёл в состав сборной Италии по баскетболу на летних Олимпийских играх в Берлине, занявшей 7-е место. Провёл 4 матча, набрал 16 очков (11 — в матче со сборной Польши, 5 — с Мексикой).
В 1937 году завоевал серебряную медаль чемпионата Европы в Риге.
В течение карьеры провёл за сборную Италии 16 матчей, набрал 53 очка.
О дальнейшей жизни данных нет.